# 3e régiment de cavalerie du Colorado
Le 3e régiment de cavalerie du Colorado (3rd Colorado Cavalry) était un régiment de cavalerie de l'armée américaine formé au milieu des années 1860 lorsque l'intensification du trafic sur les pistes d'immigration des États-Unis et les activités des colons provoquaient de nombreuses attaques contre eux de la part des Cheyennes et des Arapahos.  
Le massacre des Hungate et l'exposition à Denver de victimes mutilées augmenta la pression politique sur le gouvernement et le poussa à protéger son peuple. Le gouverneur John Evans demanda et obtint l'autorisation du Département de la Guerre de Washington pour créer le 3e régiment de cavalerie. Plus milice qu'unité militaire, le « Bloodless Third » était composé de « 100 jours », c’est-à-dire de volontaires qui s'engageaient pendant 100 jours pour combattre les Amérindiens. Son surnom vient de son manque d'expérience au combat. 
Le seul commandant de l'unité fut le colonel George L. Shoup, un politicien du Colorado,. Le régiment fut affecté au district du Colorado commandé par le colonel John M. Chivington.

## Premières opérations
Au conseil de Camp Weld du 28 septembre 1864, Evans et Chivington rencontrèrent cinq chefs, notamment Black Kettle des Cheyennes et White Antelope des Arapahos. Le major Edward W. Wynkoop, commandant Fort Lyon, les avait emmenés à Denver pour y faire la paix sous escorte militaire. Les chefs acceptèrent d'installer pacifiquement leur peuple dans la réserve de Big Sandy Creek, à environ 40 km au nord-ouest de fort Lyon. La réserve fut créée en vertu du traité de Fort Wise de 1860. Wynkoop assurant leur sécurité, les chefs installèrent leurs tribus dans un grand village à la courbe de Sand Creek. Certains Amérindiens installèrent des habitations plus proches de Fort Lyon. 
Le 5 novembre, le major Wynkoop est démis de ses fonctions et remplacé par un allié de Chivington, le major Scott Anthony. Il ordonna alors à tous les Amérindiens campant autour du fort de s'installer dans la réserve. Le 26 novembre, Wynkoop partit pour être réaffecté à Fort Riley, au Kansas.
Le 28 novembre, Chivington arriva à Fort Lyon après avoir voyagé dans le plus grand secret avec 700 hommes du 3e régiment de cavalerie du Colorado et un bataillon du 1er régiment de cavalerie du Colorado. Encouragé par le gouverneur Evans et motivé par ses propres ambitions, Chivington se sentit obligé d'utiliser le Bloodless Third avant l'expiration du mandat des volontaires. Il encercla le fort. Des officiers, fidèles à Wynkoop, furent emprisonnés sous la menace des armes. Cette nuit-là, renforcé par l'artillerie du fort et 125 soldats du 1er régiment de cavalerie du Colorado, Chivington se dirigea vers le village cheyenne-arapaho de Sand Creek.

## Le massacre de Sand Creek
En arrivant à l'aube le 29 novembre 1864, la milice volontaire lança l'attaque. Bien que Black Kettle ait arboré un drapeau américain sur son tipi pour signaler la paix (sur recommandation de Wynkoop), les volontaires massacrèrent sans discernement. Les historiens n’ont pas réussi à comptabiliser le nombre de morts, mais ils en citent souvent 150, principalement des femmes et des enfants, les guerriers étant partis à la chasse. Les miliciens mutilèrent les cadavres, prenant des parties des corps comme souvenirs. 
Désormais appelé « Bloody Third », le régiment rentra à Denver en décembre. Il fut démobilisé le 31 décembre 1864. Pendant des mois, les hommes exhibèrent les parties de corps sous forme de trophées dans les saloons de Denver. Bien que Chivington et ses troupes fussent loués par beaucoup à l’époque pour leur « bataille héroïque », les critiques se plaignirent de la conduite de ces hommes.
Dans son livre autobiographique Souvenirs d'une vie dans la région de Pike's Peak, Irving Howbert, un cavalier de 18 ans qui fut par la suite l'un des fondateurs de Colorado Springs, défendit Chivington, affirmant au contraire que les femmes et les enfants amérindiens n'avaient pas été attaqués sciemment, mais que quelques-uns furent tués dans le combat car ils n'avaient pas fui le campement à temps. Il affirma que le nombre de guerriers présents dans le campement était à peu près égal au nombre de soldats. Selon Howbert, Chivington se vengeait des attaques amérindiennes sur les convois de chariots et les colonies de peuplement du Colorado, ainsi que de la torture et des meurtres de citoyens au cours des trois années précédentes. Howbert déclara que la prise de « plus d'une douzaine de scalps de Blancs, certains d'entre eux provenant de femmes et d'enfants » attestèrent des attaques précédentes des Amérindiens contre les colons.
Howbert affirma que le récit de la bataille rédigé par le lieutenant-colonel Samuel F. Tappan pour le Congrès des États-Unis était inexact. Il accusa Tappan d'avoir donné une fausse vision de la bataille parce que Tappan et Chivington étaient des rivaux militaires. 

## Conséquences
Le Congrès américain enquêta sur l'attaque. Les audiences furent largement couvertes, ce qui provoqua un choc national et un outrage face à la brutalité des attaquants et la trahison des promesses faites aux Cheyennes et aux Arapahos. Parce que les Amérindiens pensèrent que les Cheyennes avait été pris pour cible par les États-Unis, les principaux groupes de Sioux et d'Arapahos se rallièrent à partir de 1865 pour attaquer les Vehos (Blancs) et tenter de chasser les colons de leurs terres.